# 1. Tarnowska Nagroda Filmowa
1. Tarnowska Nagroda Filmowa – odbyła się w dniach 13-15 marca 1987 roku.

## Filmy konkursowe
- Cudzoziemka – reż. Ryszard Ber
- Ga, ga. Chwała bohaterom – reż. Piotr Szulkin
- Głód – reż. Jacek Kowalczyk
- Gra w ślepca – reż. Dominik Rettinger-Wieczorkowski
- Jezioro Bodeńskie – reż. Janusz Zaorski
- Kochankowie mojej mamy – reż. Radosław Piwowarski
- Kronika wypadków miłosnych – reż. Andrzej Wajda
- Sam pośród swoich – reż. Wojciech Wójcik
- Siekierezada – reż. Witold Leszczyński
- Trzy stopy nad ziemią – reż. Jan Kidawa-Błoński

## Laureaci
- Nagroda Grand Prix – Statuetka Leliwity: 
  - Kronika wypadków miłosnych – reż. Andrzej Wajda
- Nagroda publiczności – Statuetka Maszkarona: 
  - Cudzoziemka – reż. Ryszard Ber